# Szuzdal
Szuzdal (oroszul Су́здаль) oroszországi város, a Szuzdali járás központja. A Kamenka folyó partján, Vlagyimirtól 26 km-re északra fekszik. Nagy történelmi múltú, műemlékekben gazdag város, az Oroszországi Arany Gyűrű része. 2013-ban 10 240 lakosa volt.

## Története

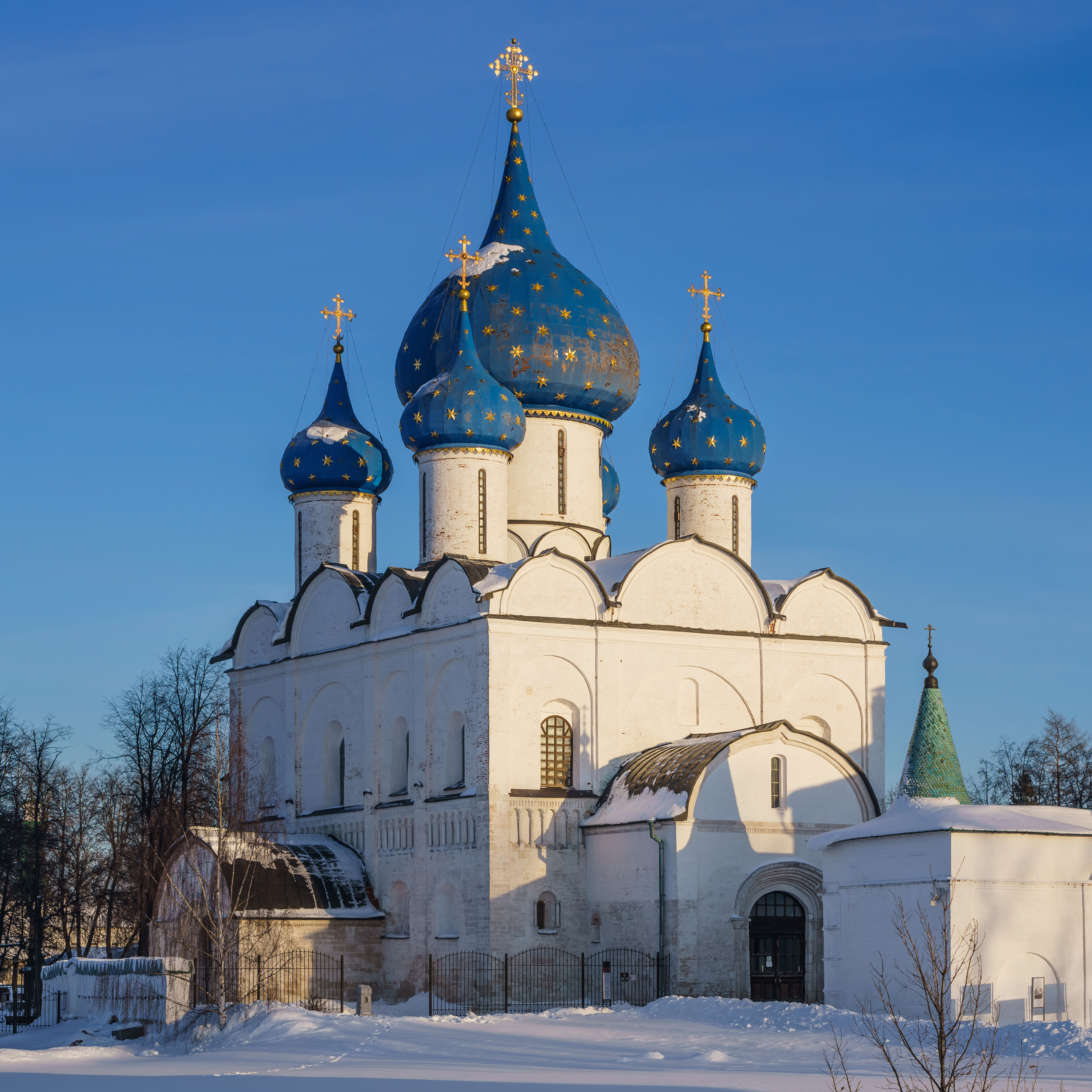
A Szűzanya születése-székesegyház a kremlben

A krónikák először 999-ben említik Szuzdalt, az orosz őskrónika szerint pedig 1024-ben pogánylázadás tört ki a városban. A 12. században, Jurij Dolgorukij nagyfejedelem idején a Rosztov-szuzdali fejedelemség központjává vált. 1157-ben a fővárost áthelyezték Vlagyimirbe és a fejedelemséget átnevezték Vlagyimir-szuzdalinak. A 13. században önállóvá vált, a 14. sz. elején pedig a Szuzdal-Nyizsnyij Novgorod-i fejedelemség központja. 1392-ben Szuzdalt bekebelezte a Moszkvai Nagyfejedelemség.
A 16. század során több új kolostort építettek és megnagyobbították a régebbieket; a városhoz ekkor 11 kolostor tartozott.
1565-ben az opricsnyina-rendszer bevezetésekor Rettegett Iván Szuzdalt a kegyeiből kiesett zemscsina-területhez sorolta. A zavaros idők alatt a szuzdaliak szakítottak Sujszkijjal és beengedték a városba a lengyeleket, akik azt megerősítették és visszaverték a moszkvaiak ismételt ostromait. Eközben a város nagy károkat szenvedett.
1634-ben a krími tatárok fosztották ki Szuzdalt.
1644-ben egy tűzvészben a kreml egy része elpusztult.
1654-ben pestis tört ki, amely Szuzdal lakosainak felét elpusztította, összesen 2467 polgár maradt életben. Ezután Szuzdal növekedésnek indult, gazdasága fellendült, 1681-ben a városban 515 háztartást és 6145 lakost írtak össze.
A 18. századi közigazgatási reformok során először a Moszkvai, majd a Vlagyimiri kormányzósághoz sorolták. A 19. században csendes vidéki kisváros maradt, amelyet elkerült az ipari fejlődés és sokáig vasúti kapcsolata sem volt.
Szuzdalban 1930-tól elkülönítő tábor működött. Itt raboskodott 1932-től 1938-ban történt kivégzéséig Nyikolaj Dmitrijevics Kondratyjev a világhírű közgazdász, konjunktúrakutató. A 45-60 éves hosszú ciklusokat a hazai és a nemzetközi szakirodalomban felfedezőjéről Kondratyjev-ciklusnak hívják. Feleségének, Jelenának 1932-1938 között írt levelei fennmaradtak és publikálásra kerültek először orosz, majd magyar nyelven is („Szuzdáli levelek”)
1967-ben indult Szuzdal fejlesztésének programja, amely során a település múzeumvárossá vált. Elköltöztették a büntetésvégrehajtási intézményeket, a külvárosban turistakomplexumot építettek és megindult az épületek restaurációja. 1978-ban az UNESCO Szuzdal és Vlagyimir műemlékeit felvette a világörökség-listára.

## Éghajlata
| Hónap                         | Jan.  | Feb.  | Már.  | Ápr. | Máj. | Jún. | Júl. | Aug. | Szep. | Okt. | Nov. | Dec.  | Év   |
| ----------------------------- | ----- | ----- | ----- | ---- | ---- | ---- | ---- | ---- | ----- | ---- | ---- | ----- | ---- |
| Átlagos max. hőmérséklet (°C) | −8,0  | −7,0  | −1,0  | 8,0  | 17,0 | 22,0 | 24,0 | 22,0 | 15,0  | 7,0  | 0,0  | −6,0  | 7,8  |
| Átlagos min. hőmérséklet (°C) | −15,0 | −16,0 | −10,0 | −2,0 | 5,0  | 9,0  | 12,0 | 10,0 | 6,0   | 0,0  | −6,0 | −12,0 | −1,5 |
| Átl. csapadékmennyiség (mm)   | 32    | 26    | 28    | 30   | 44   | 61   | 80   | 64   | 55    | 49   | 39   | 39    | 547  |
| Forrás: Svali.ru              |       |       |       |      |      |      |      |      |       |      |      |       |      |

## Gazdasága
Szuzdal gazdasága elsősorban a turizmusra: szállásadásra, étkeztetésre épül. A 2000-es években a korábban külön működő emléktárgykészítő (nyírfakéregből, kerámiából) üzemeket egyesítették. A városban mézsört (medovuha) is készítenek.
A szovjet időkben épített turistakomplexumban minden évben megrendezik az orosz animációs filmek fesztiválját.   

## Műemlékek
Bővebben: Kreml (Szuzdal)

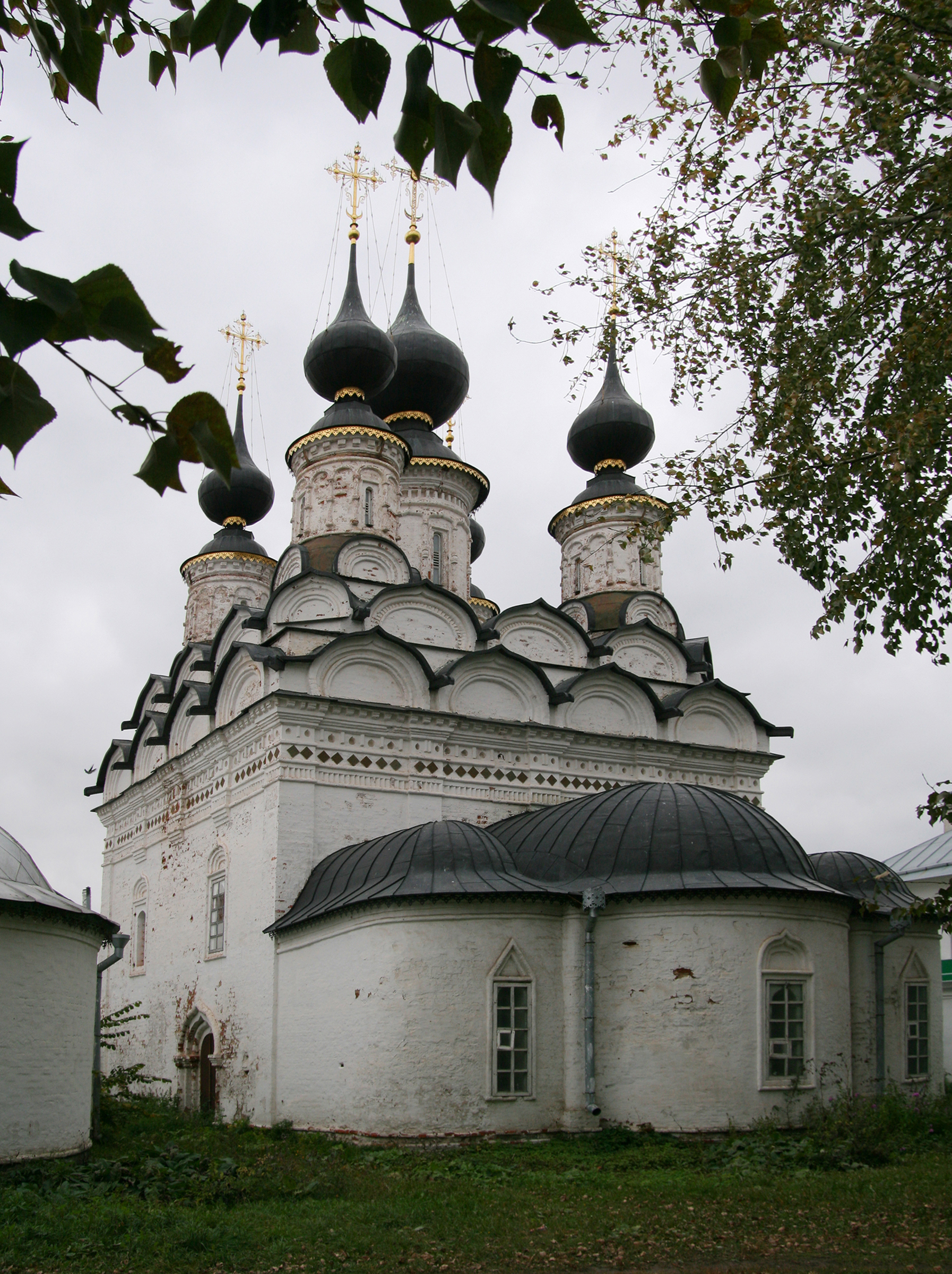
A Szent Lázár-templom

A kremlen kívül Szuzdalban számos középkori és kora újkori kolostor és templom található. A tízezres kisvárosban összesen 57 templom számolható össze. A műemlékekben öt múzeum várja a látogatókat.
A kreml fából épült erődítményei 1719-ben leégtek. Ma elsősorban a világörökséghez tartozó Rozsgyesztvenszkij-(Szűzanya születése) székesegyházról ismert, de itt található a püspöki palota és a Nyikolszkaja-templom is.
A kolostorok közül érdemes megtekinteni a Szpaszo-Jevfimijev kolostort, a Pokrovszkij női kolostort vagy  Vasziljevszkij-kolostort. A klasszikus pravoszláv stílusban épült több tucatnyi templom nagy része a 17. és 18. században épült. A várost környező falvakban és értékes építészeti műemlékek, fatemplomok találhatók.
Az egyházi épületeken kívül az 1806-ban épült oszlopsoros piactér érdemel említést.

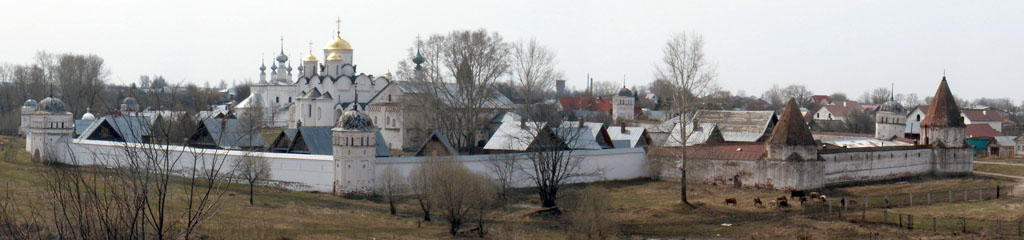
A Pokrovszkij-kolostor

## Fordítás
- Ez a szócikk részben vagy egészben  a(z)   Суздаль című orosz Wikipédia-szócikk ezen változatának fordításán alapul.  Az eredeti cikk szerkesztőit annak laptörténete sorolja fel. Ez a jelzés csupán a megfogalmazás eredetét és a szerzői jogokat jelzi, nem szolgál a cikkben szereplő információk forrásmegjelöléseként.